# Andrea Gritti
Andrea Gritti (17. dubna 1455 Bardolino – 28. prosince 1538 Benátky) byl sedmdesátým sedmým benátským dóžetem.
Studoval na Padovské univerzitě a doprovázel svého dědečka na diplomatických cestách po Evropě. Od roku 1476 žil v Konstantinopoli a stal se úspěšným obchodníkem s obilím. Jeho přítelem byl velkovezír Hersekzade Ahmed Paša. V roce 1492 získal úřad baila. V roce 1499 ho Turci obvinili z vyzvědačství a uvěznili v pevnosti Yedikule. Na přímluvu vlivných příznivců unikl popravě a po složení výkupného byl v roce 1502 propuštěn.
Po návratu do Benátek vstoupil do armády a vyznamenal se jako vojevůdce za války ligy z Cambrai, když se mu podařilo dobýt Padovu. V roce 1512 byl zajat a vězněn na milánském hradě Sforzesco, po propuštění vyjednal mír mezi Benátkami a Francií. V roce 1514 se stal nejvyšším velitelem loďstva, zasedal také ve finanční komisi. Dóžetem byl zvolen 20. května 1523. Podařilo se mu uzavřít smlouvu s Karlem V., díky níž se Benátky nemusely zapojit do italských válek. Pokoušel se spojit evropské státy k boji proti Turkům, oprávněnost jeho obav se ukázala v roce 1537, kdy napadla Osmanská říše ostrov Korfu.
Byl patronem vzdělanců jako Pietro Bembo a Gasparo Contarini. Neúspěšná snaha o posílení dóžecích pravomocí a omezení korupce vedla k jeho neoblíbenosti. Jeho heslem bylo „Sustinet nec fatiscit“ („Vydržet a nepolevit“).
Podobu Andrey Grittiho zachytili na portrétech Tizian a Tintoretto. Jeho rezidencí byl Palazzo Pisani Gritti u kostela Santa Maria della Salute, sloužící od roku 1895 jako hotel. Pohřben je v kostele San Francesco della Vigna.
Jeho syn Lodovico Gritti byl po bitva u Moháče krátce uherským regentem